# Lella Cuberli
Lella Cuberli (Austin, 29 settembre 1945) è un soprano statunitense, particolarmente specializzato nel belcanto italiano.

## Biografia
Nata ad Austin, in Texas, ha studiato a Dallas e a Milano. Dopo il debutto nel 1973 a Siena, svolse la prima e più rilevante parte della carriera, fino al 1989, in Italia, cantando tra l'altro al Festival di Martina Franca, al Festival rossiniano di Pesaro e alla Scala di Milano. Inoltre si esibì a Parigi, Vienna, Salisburgo. Colse i suoi più grandi successi eseguendo il repertorio di Rossini e di Mozart.
A partire dal 1989 centrò la sua attività invece sugli Stati Uniti e la Gran Bretagna.
Si può ascoltare la sua voce in numerose opere incise in studio o in spettacoli ripresi dal vivo, a partire dal Tancredi di Rossini registrato nel 1978 al fianco di Fiorenza Cossotto.

## Repertorio operistico
| Ruolo                   | Titolo                           | Autore      |
| ----------------------- | -------------------------------- | ----------- |
| Giulietta Capuleti      | I Capuleti e i Montecchi         | Bellini     |
| Adalgisa                | Norma                            | Bellini     |
| Mélisande               | Pelléas et Mélisande             | Debussy     |
| Maria Stuarda           | Maria Stuarda                    | Donizetti   |
| Anna Bolena             | Anna Bolena                      | Donizetti   |
| Lucia Ashton            | Lucia di Lammermoor              | Donizetti   |
| Pia de' Tolomei         | Pia de' Tolomei                  | Donizetti   |
| Amore Euridice          | Orfeo ed Euridice                | Gluck       |
| Angelica                | Orlando                          | Händel      |
| Ginevra                 | Ariodante                        | Händel      |
| Rodelinda               | Rodelinda                        | Händel      |
| Iseut                   | Le vin herbé                     | Martin      |
| Sifare                  | Mitridate, re di Ponto           | Mozart      |
| Giunia                  | Lucio Silla                      | Mozart      |
| Aminta                  | Il re pastore                    | Mozart      |
| Konstanze               | Die Entführung aus dem Serail    | Mozart      |
| Contessa d'Almaviva     | Le nozze di Figaro               | Mozart      |
| Donna Elvira Donna Anna | Don Giovanni                     | Mozart      |
| Fiordiligi              | Così fan tutte                   | Mozart      |
| Rosina                  | Il barbiere di Siviglia          | Paisiello   |
| Nina                    | Nina, o sia La pazza per amore   | Paisiello   |
| Mimì                    | La bohème                        | Puccini     |
| Amenaìde                | Tancredi                         | Rossini     |
| Fiorilla                | Il turco in Italia               | Rossini     |
| Elisabetta              | Elisabetta, Regina d'Inghilterra | Rossini     |
| Dorliska                | Torvaldo e Dorliska              | Rossini     |
| Desdemona               | Otello                           | Rossini     |
| Elena                   | La donna del lago                | Rossini     |
| Bianca                  | Bianca e Falliero                | Rossini     |
| Semiramide              | Semiramide                       | Rossini     |
| Contessa di Folleville  | Il viaggio a Reims               | Rossini     |
| Mathilde                | Guillaume Tell                   | Rossini     |
| Anne Trulove            | The Rake's Progress              | Stravinskij |
| Violetta Valery         | La traviata                      | Verdi       |
| L'Età dell'Oro          | La Senna festeggiante            | Vivaldi     |

## Discografia (selezionata)
| Anno | Titolo Ruolo                           | Cast                                                 | Direttore        | Etichetta    |
| ---- | -------------------------------------- | ---------------------------------------------------- | ---------------- | ------------ |
| 1977 | Torvaldo e Dorliska Dorliska           | Pietro Bottazzo, Enzo Dara, Lucia Valentini Terrani  | Alberto Zedda    | Cetra        |
| 1977 | Norma Adalgisa                         | Grace Bumbry, Robert Lloyd, Giuseppe Giacomini       | Michael Halász   | Dynamic      |
| 1978 | Tancredi Amenaìde                      | Fiorenza Cossotto, Nikola Gjuzelev, Werner Hollweg   | Gabriele Ferro   | Warner Fonit |
| 1989 | Così fan tutte Fiordiligi              | Cecilia Bartoli, Joan Rodgers, Ferruccio Furlanetto  | Daniel Barenboim | Erato        |
| 1990 | Le nozze di Figaro Contessa d'Almaviva | Joan Rodgers, Cecilia Bartoli, John Tomlinson        | Daniel Barenboim | Erato        |
| 1991 | Don Giovanni Donna Anna                | Ferruccio Furlanetto, Waltraud Meier, John Tomlinson | Daniel Barenboim | Erato        |

### Registrazioni video
| Anno | Titolo Ruolo                                | Cast                                             | Direttore      | Regista             | Etichetta |
| ---- | ------------------------------------------- | ------------------------------------------------ | -------------- | ------------------- | --------- |
| 1977 | Elisabetta, regina d'Inghilterra Elisabetta | Daniela Dessì, Rockwell Blake, Antonio Savastano | Gabriele Ferro | Gianfranco De Bosio | Hardy     |